# 神谷 (東京都北區)
神谷（日语：／ Kamiya */?）是東京都北區的地名。現行行政地名為神谷一丁目至三丁目。已實施住居表示。郵遞區號為115-0043

## 地理
位於東京都北區東北部，北鄰志茂，西接赤羽南與東十條，南連東十條與王子，東與足立區新田之間以隅田川為界。本地位於隅田川沿岸的低地，地形大致平坦。過去隅田川沿岸聚集許多工廠，現在大部分地區已改建為警察署與商業設施。

## 歷史

### 地名由來
原先念作「かにわ（は）」，而非現在的「かみや」。旗本文書中記為「賀仁和村」、「加仁波之鄉」，江戶時代則多寫為「神谷」，念作「かにわ」。一說是在隅田川、荒川捕蟹，因此稱為蟹庭（かにわ）。在《兔園小說》與《曲亭雜記》中，曲亭馬琴認為是從舊名梶原新田的「梶原（かぢはら）」演變為「かぢは」，之後再變為「かには」。1926年（大正15年），王子電氣軌道設置神谷橋站，念為「かみやばし」，地名讀音也跟著改為「かみや」。

### 沿革
- 1869年（明治2年）3月10日（舊曆1月28日）：神谷村（大致相同於現在的神谷）編入大宮縣（日语：浦和県）
- 1869年（明治2年）11月2日（舊曆9月29日）：大宮縣改稱浦和縣（日语：浦和県）
- 1872年（明治5年）1月8日（舊曆11月28日）：編入東京府
- 1878年（明治11年）7月22日：屬東京府北豐島郡
- 1889年（明治22年）5月1日：町村制施行，屬東京府北豐島郡岩淵町
- 1917年（大正6年）12月：日本最早的民間機場岸飛行場開業。 ※1921年（大正10年）3月關閉。
- 1932年（昭和7年）10月1日：岩淵町與王子町合併成立王子區
- 1935年（昭和10年）11月1日：東京都神谷尋常小學校開校
- 1947年（昭和22年）3月15日：王子區與瀧野川區合併成立北區
- 1947年（昭和22年）4月1日：東京都神谷尋常小學校改稱北區立神谷小學校
- 1955年（昭和30年）3月30日：北區立神谷中學校開校（開校式在4月13日）
- 1958年（昭和33年）4月1日：神谷小學校分校開校
- 1958年（昭和33年）10月1日：神谷小學校分校獨立為北區立神谷第二小學校
- 1965年（昭和40年）：環七通開通
- 1991年（平成3年）11月29日：東京地下鐵南北線駒込～赤羽岩淵間開業（神谷未設站。「王子神谷站」位於王子五丁目）
- 1995年（平成7年）4月1日：神谷第二小學校與神谷小學校整合

## 交通
町內無鐵路車站，西北方有JR東日本赤羽站，西南方有JR東日本東十條站，東北方有東京地下鐵南北線志茂站，東南方有東京地下鐵南北線王子神谷站，各站皆在15分鐘步行圈內。此外，南北向的北本通（國道122號）與東西向的環七通貫穿町內，包含東十條的巴士站在內，全域步行數分鐘皆可到達巴士站。

### 鐵路
東京地下鐵南北線通過町內，但未設站。
最近車站
- 赤羽站（JR東日本）
- 東十条站（JR東日本）
- 志茂站（東京地下鐵南北線）
- 王子神谷站（東京地下鐵南北線）

### 巴士
- 北區神谷町 (王57、王78、王49、王49折返、王54、王54-2)
- 神谷陸橋（王57、王78（僅新宿站西口方向）、王54（僅上板橋站方向）、王54-2）
- 北車庫前（王57）
- 北車庫入口（王57（僅豐島五丁目團地方向））
- 神谷一丁目（王78、王54、赤26、赤27、赤27-2）

### 水上巴士
- 神谷碼頭（東京水邊線（日语：東京水辺ライン））

### 道路
首都高速道路
町內沒有首都高速道路。周邊有川口線鹿濱橋出入口、中央環狀線王子北出入口，5號池袋線板橋本町出入口。
一般道路
- 北本通（國道122號）
- 環七通（東京都道318號環狀七號線）

## 設施

### 都設施
- 警視廳赤羽警察署（日语：赤羽警察署）
- 東京都交通局北自動車營業所（日语：都営バス北営業所）

### 區設施
- 王子公園（北運動公園）
- 神谷公園
- 神谷南公園
- 北運動公園陸上競技場
- 北區立神谷体育館
- 北區役所赤羽區民事務所神谷分室
- 北區神谷區民中心
- 北區立神谷圖書館

### 教育設施
- 北區立神谷中學校
- 北區立神谷小學校
- 富士見幼稚園

### 保育園
- 神谷保育園

### 寺社
- 專福寺
- 自性院
- 柏木神社

### 金融機關
- 北神谷郵便局

### 醫療機關
- 神谷醫院
- 吉利診所

### 商業設施
- 神谷銀座商店街
- 神谷商工會
- 東十條銀座商店街
- 大榮（日语：ダイエー）赤羽北本通店
- Keiyo D2（ケーヨーデイツー）東十條店
- 宜得利赤羽店

## 備註
1. ↑  人口統計表（平成25年11月1日現在）｜東京都北区 的存檔，存档日期2013-11-13.